# سان باولو بيل سيتو
سان باولو بيل سيتو هي بلدية إيطالية تقع في مدينة ميتروبوليتانا دي نابولي ،منطقة كامبانيا. يبلغ عدد سكانها 3.546 نسمة في 2,95 كيلومتر مربع .
تحتوي المنطقة البلدية على فرازيوني (تقسيمات فرعية) ليفاردى وسكارافيتو. يحدها بلديات ليفيري ونولا.

## الروابط الخارجية
- Página web oficial de San Paolo Belsito Archivado el 15 de julio de 2013 en Wayback Machine.